# Дудка, Валерий Александрович
Валерий Александрович Дудка (1 октября 1964, Орехов — 14 июня 2004, Харьков) — советский и украинский футболист, вратарь.

## Игровая карьера
Воспитанник ДЮСШ «Металлург» Запорожье. Первый тренер П. Г. Тищенко. До армии играл в клубах второй лиги чемпионата СССР «Фрунзенец» (Сумы), «Колос» (Павлоград) и «Судостроитель» (Николаев). Военную службу проходил в Афганистане. Участник Афганской войны.
После демобилизации некоторое время провёл в запорожском «Металлурге», но в команду зачислен не был. Затем бывшие запорожцы, осевшие в Харькове, Николай Каштанов и Валерий Марченко порекомендовали Дудку в команду второй лиги «Маяк», откуда в 1990 году Леонид Ткаченко забрал вратаря в «Металлист». В этой команде Валерий Дудка сыграл 34 матча в высшей лиге чемпионата СССР.
После распада СССР играл в командах «Кремень», «Эвис», СБТС, «Полиграфтехника» и «Кривбасс». В составе криворожан сыграл в полуфинале Кубка Украины 1997/98 против киевского «Динамо».

## Смерть
Погиб 14 июня 2004 года под колёсами автомобиля.